# Heinke Salisch

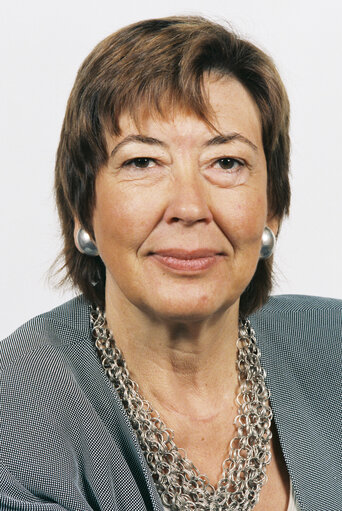
Heinke Salisch

Heinke Salisch (* 14. August 1941 in Grevenbroich) ist eine deutsche Politikerin (SPD). Sie war Mitglied im Europäischen Parlament und zuvor Dolmetscherin.

## Leben
Nach dem Abitur studierte Salisch angewandte Sprachwissenschaften in Mainz und schloss 1965 als Diplom-Dolmetscherin ab. Anschließend war sie bis 1979 freiberufliche Konferenzdolmetscherin. Heinke Salisch ist verwitwet und hat zwei Söhne.

## Politik
Bereits 1971 wurde Salisch Stadträtin in Karlsruhe, diesem Gremium gehörte sie bis 1988 an. Bei den ersten europäischen Direktwahlen 1979 wurde Salisch in das Europaparlament gewählt und 1984 sowie 1989 im Amt bestätigt. Bis 1996 war sie Europaabgeordnete. Von 1995 bis 2003 war sie Bürgermeisterin in Karlsruhe und leitete das Baudezernat.